# Albéric de Montgolfier
Albéric de Montgolfier, né le 6 juillet 1964 à Neuilly-sur-Seine (Seine, actuellement Hauts-de-Seine), est un homme politique français. Membre du parti Les Républicains, il est sénateur d'Eure-et-Loir et est rapporteur général de la commission des Finances du Sénat de 2014 à 2020.

## Biographie
Albéric de Montgolfier est diplômé de l'Institut d'études politiques de Paris (1986, section Service Public).
Il est également diplômé d'une maîtrise de droit public de l'université Paris-Panthéon-Assas et d'un DESS de finances de l'université Paris-Dauphine.
Il exerce la profession d'avocat.
Albéric de Montgolfier est élu conseiller général DVD du canton d'Orgères-en-Beauce en 1998 face au conseiller général sortant DVG et maire du chef-lieu de canton.
En 2001, à la suite du décès accidentel de Martial Taugourdeau, Gérard Cornu, sénateur RPR et premier vice-président du conseil général, devient président par intérim. Pour pourvoir à son remplacement définitif, les élus du groupe de la majorité départementale (RPR/UDF/DVD), organisent une primaire interne qui oppose Gérard Cornu, souvent considéré comme « favori », à Albéric de Montgolfier. Ce dernier remporte la primaire avec une voix d'avance. Il devient ensuite président du conseil général.
Réélu en 2004, 2008, 2011 et 2015, membre de l'UMP, Albéric de Montgolfier conduit une majorité qui regroupe des élus de la droite et du centre.
Il annonce le 15 mai 2008 sa candidature aux élections sénatoriales de septembre 2008. Il est élu sénateur le 21 septembre 2008, dès le 1er tour, avec 633 voix (1 222 suffrages exprimés). Le 28 septembre 2014, la liste « Unis pour l’Eure-et-Loir » conduite par Albéric de Montgolfier arrive en tête du scrutin avec 38,69 % des suffrages exprimés, et obtient ainsi deux sièges.
Membre de la commission des Finances du Sénat depuis 2008, il en devient vice-président de 2011 à 2014. Après sa deuxième élection consécutive avec 38,69 % des suffrages au premier tour, il est élu, le 9 octobre 2014, rapporteur général du Budget de la commission des Finances.
En mars 2015, il est élu conseiller départemental du canton des Villages Vovéens, en tandem avec Delphine Breton.
Aux élections sénatoriales françaises de 2020, Albéric de Montgolfier est réélu sénateur. La liste qu'il conduit, « Une équipe pour l'Eure-et-Loir : le choix de l'efficacité », arrive en effet en tête du scrutin, et obtient ainsi les deux premiers sièges.

### Rapporteur général du Budget
Lors des élections sénatoriales de septembre 2014, qui suivent les élections municipales de mars, la moitié du Sénat est renouvelée, ce qui permet à la droite et au centre-droit de retrouver la majorité (188 sénateurs contre 151 pour la gauche).
Albéric de Montgolfier est désigné candidat du groupe UMP puis élu au poste de rapporteur général du Budget.

## Synthèse des mandats et fonctions

### Au niveau local
- 1992-2020 : conseiller municipal de Terminiers
- 1998-2015 : conseiller général d'Eure-et-Loir, élu du canton d'Orgères-en-Beauce
- 2001-2016 : président de la communauté de communes de la Beauce d'Orgères
- mars à décembre 2001 : vice-président du conseil général d'Eure-et-Loir
- décembre 2001 - 2015 : président du conseil général d'Eure-et-Loir (réélu en 2004, 2008 et 2011)
- 2015-2017 : président du conseil départemental d'Eure-et-Loir
- 2015-2021 : conseiller départemental d'Eure-et-Loir, élu du canton des Villages Vovéens

### Au niveau national
- depuis 2008 : sénateur d'Eure-et-Loir
- 07/10/2011 - 10/2014 : vice-président de la commission des finances du Sénat
- 09/10/2014 - 30/09/2020 : rapporteur général de la commission des finances du Sénat

## Vie privée
Albéric de Montgolfier est le fils de Bernard de Montgolfier, ancien conservateur du musée Carnavalet. Marié le 18 juin 2005 à Audrey Hamon, il est père de deux enfants.
Il est propriétaire du château de Beynac, en Dordogne.